# پایک (کالیفرنیا)
پایک (به انگلیسی: Pike) یک منطقهٔ مسکونی در ایالات متحده آمریکا است که در شهرستان سیرا، کالیفرنیا واقع شده‌است. پایک ۱۱٫۱۰۲ کیلومتر مربع مساحت و ۱۳۴ نفر جمعیت دارد و ۱٬۰۵۰٫۰۵ متر بالاتر از سطح دریا واقع شده‌است.